# Вертью, Тесса
Те́сса Ве́ртью (англ. Tessa Virtue, английское произношение [ˈvɜː(r)tʃuː]; род. 17 мая 1989 года, Лондон, Онтарио, Канада) — канадская фигуристка, выступавшая в танцах на льду в паре со Скоттом Моиром. Они — трёхкратные олимпийские чемпионы (2010, 2018), двукратные серебряные призёры Олимпийских игр (2014), трёхкратные чемпионы мира (2010, 2012, 2017), трёхкратные серебряные призёры чемпионатов мира (2008, 2011, 2013), бронзовые призёры чемпионата мира (2009), трёхкратные чемпионы четырёх континентов (2008, 2012, 2017), победители финала Гран-при (2016), чемпионы мира среди юниоров (2006), а также восьмикратные чемпионы Канады (2008—2010, 2012—2014, 2017—2018).
Вертью и Моир стали кататься вместе с 1997 года. Они стали чемпионами Канады среди юниоров в 2004 году, а после того, как Мари-Франс Дюбрёй и Патрис Лозон завершили карьеру в 2007 году, Тесса и Скотт стали «первой» канадской парой. Они выиграли медали на чемпионатах мира в 2008 и 2009 годах, подойдя к домашней Олимпиаде в Ванкувере одними из фаворитов. В 2010 году они оправдали этот статус и стали олимпийскими чемпионами, при этом прервав серию из побед европейских фигуристов, длившуюся 34 года. Они также стали первыми танцорами, которым судьи выставили 10 баллов за компонент программы. С тех пор они больше никогда не оставались без призов, более того, не опускались ниже второго места.
В следующий олимпийский цикл после ванкуверской Олимпиады канадцы выиграли два золота и два серебра чемпионатов мира, а на Олимпиаде в Сочи стали серебряными призёрами. После этого они взяли перерыв в карьере. Вернувшись в 2016 году, они выиграли все старты сезона, в которых принимали участие, в том числе чемпионаты мира и четырёх континентов. В следующий, олимпийский, сезон они один раз уступили (в финале Гран-при) первое место, однако взяли реванш на Олимпиаде-2018 в личном первенстве, а также стали чемпионами — в командном. Таким образом, канадцы стали самыми титулованными фигуристами в истории по количеству олимпийских медалей.
18 сентября 2019 года Вертью и Моир объявили о завершении спортивной карьеры.

## Биография
Тесса Вертью родилась в канадском городе Лондон провинции Онтарио. Она самая младшая из четырёх детей Кейт и Джима Вертью. Её мать была работником регистрационного бюро юридического общества Верхней Канады, а отец — адвокатом. У Тессы есть двое старших братьев (Кейси и Кевин) и сестра Джордан. Она занималась балетом в трёхлетнем возрасте и современными танцами в школе Errington Graham, когда ей исполнилось 6 лет. Её семья была склонна к занятиям разными видами спорта: Тесса и Джордан занимались гимнастикой и играли в футбол, её старшие братья играли в хоккей, а Кевин также был талантливым игроком в бейсбол и был задрафтован клубом Балтимор Ориолс в 1999 году. Ради занятий фигурным катанием она в 1998 году отказалась поступать в Национальную школу балета в Торонто.
В детстве я была «хулиганом», ведь я выросла с двумя старшими братьями и старшей сестрой, и играла в контактные хоккейные игры
Оригинальный текст (англ.)As a kid I was a bruiser, I grew up with two older brothers and an older sister, and played bodycheck hockey games and ministicks.Тесса Вертью
С самого детства Тесса любила современные танцы, уроки игры на пианино; у неё всегда была цель и она неуклонно шла к её осуществлению.
Тесса окончила школу Holy Names High School в Уинсоре, Онтарио. В 2007 году она изучала психологию в университете Уинсора, и по состоянию на 2014 год завершила обучение в университете Западного Онтарио.
C 2003 года Тесса проживала и тренировалась в городе Кантон, штат Мичиган. В октябре 2010 года была издана книга «Tessa And Scott: Our Journey From Childhood Dream To Gold», написанная Тессой, Скоттом и их соавтором Стиви Милтоном.
После возвращения в большой спорт в 2016 году, Тесса переехала обратно в родной Лондон, где стала тренироваться в группе у Мари-Франс Дюбрей и Патриса Лозона. Во время Олимпиады-2018 выступление Тессы и Скотта вызвало слухи о том, являются ли они романтической парой или нет. Согласно журналу Time, их отношения являются платоническими.

## Карьера

### Ранние годы
Тесса и Скотт начали кататься вместе в 1997 году благодаря тёте её партнёра, Кэрол Моир. Она рассказывала, что Тесса была очень маленькой, но в то же время атлетичной и очень зрелой для своего возраста.
Она была атлетически развита, и поэтому мне всегда приходилось напоминать себе: «этой девочке всего семь лет»
Оригинальный текст (англ.)She was athletically developed so I always had to remind myself, ‘this girl is only seven years old.’Кэрол Моир
До того, как встать в пару, Тесса, как и Скотт уже занимались фигурным катанием. Когда она начала кататься в Илдертоне, её будущему партнёру исполнилось 8 лет и он уже успел привыкнуть к прыжкам. Чтобы помочь семье Тессы, бабушка фигуристки Элеанор помогала один или два раза в неделю возить девочку в Илдертон на тренировки. Сначала Тессу тренировала тётя Скотта, причём когда та предложила семье Вертью поучаствовать в Тестовом дне (англ. Test Day), когда федерация катания Канады оценивает возможности юных фигуристов, то та сказала, что не стоит воспринимать всё серьёзно, и все посещения занятий нацелены на развлечение, а не соревнования. Возможно, это было связано с тем, что помимо фигурного катания были и другие виды, где Тесса могла бы достичь успеха, например, гимнастика.
Макинтош впервые заметил пару, когда Тессе было 8, Скотту 10 лет, и позднее заметил, что только один раз в жизни можно встретить таких детей, какими были Тесса и Скотт в 1999 году. А затем они тренировались в Три-Ситис провинции Онтарио. Их тренерами были Пол Макинтош и Сюзанна Киллинг. В 2003 году они перешли в группу Марины Зуевой и Игоря Шпильбанда, переехав в Кантон, американский штат Мичиган.
В сезоне 2001/2002 они завоевали бронзовые медали на детском уровне национального первенства, а в следующем году стали там же седьмыми в юниорском зачёте. В сезоне 2003/2004 Тесса и Скотт дебютировали в юниорской серии Гран-при. Они заняли четвёртое место на этапе в Хорватии и шестое в Словакии. Выиграв «золото» на чемпионате Канады, они попали на чемпионат мира среди юниоров, где заняли 11-е место.
В следующем сезоне пара уже выступала во взрослом разряде на национальном первенстве и в юниорском на международных. В серии Гран-при они выиграли этап в Китае и заняли второе место во Франции, что дало им возможность выступить в финале юниорской серии Гран-при, где они также, как и во Франции, завоевали серебряные медали.
Их дебют на взрослом уровне национального первенства состоялся в 2005 году. Тогда они стали четвёртыми и вновь попали на чемпионат мира среди юниоров, где заняли второе место.

### Сезон 2005/2006: первые награды на чемпионатах ISU
В том сезоне Тесса и Скотт продолжали выступать на юниорском уровне в международных соревнованиях. В серии Гран-при они выиграли оба этапа (в Андорре и Канаде), а затем победили и в финале, обыграв американцев Мерил Дэвис и Чарли Уайта чуть менее, чем на 8 баллов. В дальнейшем эти пары будут регулярно соперничать на различных соревнованиях любого уровня на протяжении девяти лет.
На чемпионате Канады они впервые в карьере завоевали медаль, заняв третье место, и были назначены первыми запасными национальной Олимпийской сборной. Также, Тесса и Скотт попали на чемпионат четырёх континентов, где выиграли бронзовую медаль. Тесса прокомментировала первую награду на чемпионатах ISU как большой шаг для пары, а также рассказала, что они со Скоттом пытаются наблюдать за всем и учиться у более опытных фигуристов. На этом турнире в качестве обязательного танца фигуристы исполняли Танго Романтика. Тесса и Скотт заняли третьи места во всех трёх танцах. Затем они победили на чемпионате мира среди юниоров, став первой канадской танцевальной парой, которой удалось завоевать этот титул.

### Сезон 2006/2007: дебют на взрослом чемпионате мира
В качестве оригинального танца на сезон 2006/2007 Тесса и Скотт выбрали саундтрек из фильма «Убийственное Танго» композитора Луиса Бакалова, а для произвольного танца выбран «Грустный вальс» Яна Сибелиуса. В этом сезоне состоялся взрослый дебют Тессы и Скотта на международной арене. В серии Гран-при они выиграли серебряную медаль на этапе в Канаде и заняли четвёртое место на Trophée Eric Bompard. Канадцы стали вторыми запасными и не попали в Финал.
На чемпионате Канады они завоевали серебряные медали, а спустя менее чем месяц отправились на чемпионат четырёх континентов, где стали бронзовыми призёрами, повторив прошлогодний успех, и хотя в обязательном танце «Золотой вальс» им не удалось войти в тройку лидеров, в оригинальном и произвольном танцах они стали третьими, обойдя ближайших конкурентов из США Мэрил Дэвис и Чарли Уайта на 5,2 балла. На первом для себя взрослом чемпионате мира пара заняла шестое место, хотя начали они снова хуже, чем закончили: в обязательном танце «Румба» они были лишь девятыми, но в оригинальном и произвольном были шестыми. В борьбе с американцами, ставшими их «вечными» соперниками, Тесса и Скотт снова вышли победителями, обойдя их на 4 балла.

### Сезон 2007/2008: первый национальный титул и медаль чемпионата мира
В сентябре перед началом сезона Тесса и Скотт рассказали о своих новых программах. Для оригинального танца канадцы выбрали русскую традиционную песню «Очи чёрные», а произвольный поставили под музыку из кинофильма «Шербурские зонтики» композитора Мишеля Леграна. В серии Гран-при сезона 2007/2008 Тесса и Скотт выиграли турнир в Канаде и стали вторыми на NHK Trophy, попав в финал Гран-при, где заняли четвёртое место как по сумме, так и в каждом отдельном танце. Обязательный танец фигуристы не исполняли в Финале Гран-при.
Затем Тесса и Скотт выиграли свой первый национальный титул и заслужили право выступить на чемпионате четырёх континентов и чемпионате мира. На проходившем в южнокорейском Кояне чемпионате четырёх континентов в качестве обязательного танца исполняли Янки-польку. Тесса и Скотт выиграли золотые медали, победив во всех трёх танцах. Спустя месяц на чемпионате мира, проходившем в Швеции, стали вторыми. Обязательным танцем тогда было «Аргентинское танго», за которое канадцы получили 38,71 балла и уступили только французам Изабель Делобель и Оливье Шонфельдеру, а в оригинальном Тесса и Скотт стали третьими. Произвольный танец канадцы выиграли, а по сумме стали вторыми, уступив французам чуть более четырёх баллов.
В межсезонье Тесса и Скотт принимали участие в нескольких ледовых шоу, включая проходивший в Сеуле «Festa On Ice», где выступали многие фигуристы мирового уровня, возглавляемые Ким Ён А.

### Сезон 2008/2009: травма и очередная медаль мирового первенства
В том сезоне пара отказалась от участия в обоих этапах Гран-при из-за травмы Тессы. У неё обнаружили хроническое, вызывающее напряжение, повышение давления (англ. compartment syndrome). Осенью 2008 года Тессе сделали операцию. После её выздоровления они во второй раз подряд стали чемпионами Канады.
На чемпионате четырёх континентов Тесса и Скотт стали вторыми, уступив американцам Мэрил Дэвис и Чарли Уайту менее одного балла, хотя победили в обязательном танце, которым тогда был Финнстеп, а также в оригинальном. На проходившем в марте 2009 года в Лос-Анджелесе чемпионате мира они выиграли бронзовые медали, став третьими в обязательном танце (тогда это был Пасодобль), шестыми в оригинальном и четвёртыми в произвольном.
В межсезонье они снова выступали в ледовых шоу, включая «Festa On Ice».

### Сезон 2009/2010: триумф на домашней Олимпиаде
Олимпийский сезон Тесса и Скотт начали с турнира «Trophée Eric Bompard», заняв там первое место и на 16,07 баллов опередив серебряных призёров Натали Пешала и Фабьяна Бурза. Они также победили на турнире Skate Canada, набрав 204,38 баллов, на 19,31 больше, чем у вновь занявших второе место Натали и Фабьяна. На этом соревновании они получили первую в танцах на льду оценку 10,0 по новой судейской системе: один из судей поставил её за исполнение (англ. performance).
В январе 2010 года Тесса и Скотт завоевали свой третий национальный титул, победив на чемпионате Канады. Они были первыми во всех трёх танцах и набрали в сумме 221,95 балла, на 37,25 опередив серебряных призёров Ванессу Крон и Поля Пуарье. Тогда они установили рекорд Канады в оценке за произвольный танец и в общей сумме баллов.
С 19 по 22 февраля Тесса и Скотт соревновались в танцах на льду на Олимпиаде в Ванкувере. Они заняли второе место в обязательном танце, установив свой лучший в карьере результат 42,74 балла. В оригинальном танце они набрали 68,41 баллов и стали первыми на этом этапе соревнований. В произвольном танце Тесса и Скотт набрали 110,42 баллов и завоевали золотые медали с рекордной суммой 221,57, превзойдя серебряных призёров Мэрил Дэвис и Чарли Уайта на 5,83 баллов. В произвольном танце они получили от судей четыре оценки 10,0 за компоненты: две за качество исполнения (англ. Performance / Execution) и две за общее впечатление (англ. Interpretation / Timing), что ещё не удавалось ни одному фигуристу или паре после введения новой судейской системы. Тесса и Скотт стали первой канадской, а также и североамериканской парой, выигравшей Олимпийские игры. Они также стали самым молодым в истории танцевальным дуэтом, победившим на Олимпиаде. А ещё, они стали первой танцевальной парой, выигравшей Олимпийские игры в родной стране, и первыми танцорами на льду, завоевавшими золотые Олимпийские медали на своей дебютной Олимпиаде.
На чемпионате мира Тесса и Скотт были первыми после обязательного танца, набрав 44,13 балла и превзойдя свой личный рекорд. Они также выиграли оригинальный танец, набрав 70,27 и установив мировой рекорд по новой судейской системе. В произвольном танце они стали вторыми, набрав 110,03 балла и уступив 0,46 балла Мэрил Дэвис и Чарли Уайту. В общем итоге, они набрали 224,43 балла и завоевали свой первый титул чемпионов мира, опередив Мэрил и Чарли на 1,40 балла. Тесса и Скотт получили несколько 10,0 за компоненты в оригинальном и произвольном танцах. В межсезонье они гастролировали со «Stars on Ice» и выступали в ледовых шоу «Shall We Dance On Ice», проходившем в Гамильтоне, Онтарио, и «All That Skate» в Лос-Анджелесе.

### Сезон 2010/2011: очередная травма и «серебро» мирового первенства
С нового сезона были введены новые правила в танцах на льду, а именно, обязательный и оригинальный танцы были заменены одним, коротким танцем. Канадская пара должна была принять участия на канадском и французском этапах Гран-при, однако у Тессы вновь обострился синдром, который заставил пару пропустить мировую серию в сезоне 2008/2009. Не удалось избежать этого и в сезоне 2010/2011: канадцы снялись с этапов Гран-при и пропустили национальный чемпионат. Сезон для них начался только на чемпионате четырёх континентов, но вновь неудачно: после короткого танца Тесса почувствовала тяжесть в четырёхглавой мышце и пара снова снялась с турнира. Для того, чтобы смягчить нагрузку, танцорам пришлось изменить поддержку в своих программах. Чемпионат мира в этом сезоне должен был состояться в Японии, но из-за землетрясения его отменили и перенесли в Москву. Турнир проходил с 27 апреля по 1 мая. Вследствие этого, у спортсменов был ещё целый месяц для того, чтобы восстановиться от травмы. Тесса и Скотт выиграли короткий танец на чемпионате мира, однако в произвольном уступили американцам Мерил Дэвис и Чарли Уайту, и по сумме проиграли им 3,48 балла.
Тесса и Скотт решили сохранить музыку из их произвольного танца (HipHip ChinChin группы Club des Belugas, Temptation в исполнении Дайаны Кролл и Mujer Latina в исполнении Талии), создав новый короткий танец на её основе, и при этом новая программа не содержала ни одного движения из прошлогодней.

### Сезон 2011/2012: реванш на чемпионате мира в Ницце
Также как и год назад, канадцам достались те же два этапа Гран-при: Trophée Eric Bompard и Skate Canada. Помимо этого, в сезоне 2011/2012 было нововведение, которое позволяло участвовать в трёх этапах, а в итоговом зачёте учитывались два лучших результата. Тем не менее, Тесса и Скотт не стали заявляться на третий этап. В августе они рассказали о своих программах на новый сезон. Первым соревнованием в сезоне для канадской пары стал турнир Finlandia Trophy, на котором они победили с преимуществом чуть менее, чем в 20 баллов. Затем они выиграли оба этапа Гран-при и квалифицировались в Финал, который состоялся в декабре 2011 года в канадском Квебеке. Там они вновь уступили американцам Дэвис и Уайту, однако в конце декабря ИСУ сообщил, что ошибся в конфигурации системы подсчёта баллов, из-за чего Тесса и Скотт получили на 0,5 балла меньше в их произвольном танце. Вследствие этого, канадцы стали победителями в произвольном танце, но по сумме всё равно остались вторыми.
В январе 2012 года Тесса и Скотт завоевали свой четвёртый титул чемпионов Канады, а спустя месяц выступили на чемпионате четырёх континентов. Канадцы уступили Дэвис и Уайту в коротком танце, однако в произвольном отыграли это отставание и завоевали второй титул, опередив американцев на 3,44 балла. В марте 2012 года Тесса и Скотт приняли участие в чемпионате мира в Ницце, где победили в обоих танцах. Таким образом, сразу дважды подряд канадцы смогли оказаться выше своих соперников из США после того, как два года им постоянно уступали.
В апреле состоялся командный чемпионат мира, где Тесса и Скотт также приняли участие. На этот раз победить не удалось: и в коротком, и в произвольном танцах канадцы оказались ниже Дэвис и Уайта, тем не менее более чем на 10 баллов обыграли ближайших преследователей из Франции Натали Пешала и Фабьяна Бурза. Сборная Канады финишировала на этом турнире третьей, уступив американцам и японцам.

### Сезон 2012/2013: домашний чемпионат мира
После того, как Игорь Шпильбанд перестал проводить тренировки на Arctic Edge Arena, Тесса и Скотт приняли решение прекратить с ним занятия, однако остались в группе Марины Зуевой. Летом стало известно, что канадцы выступят на домашнем и российском этапах Гран-при. Как и год назад, первым турниром должен был стать Finlandia Trophy, однако из-за растяжения шейной мышцы у Скотта, канадцы снялись с этого соревнования. На Skate Canada, проходившем в Уинсоре, Тесса и Скотт в коротком танце смогли лишь на одну сотую балла обойти ближайших конкурентов из Италии Анну Каппеллини и Луку Ланотте, однако в произвольном танце более чем на 9 баллов их обыграли и завоевали золотую медаль. На втором этапе Гран-при в Москве, канадцы также с крупным преимуществом выиграли «золото»: в коротком танце они выигрывали у ближайших преследователей из России Елены Ильиных и Никиты Кацалапова больше 5 баллов, а в произвольном — больше десяти. Таким образом, канадцы с максимальным результатом (две победы из двух возможных) прошли отбор в Финал Гран-при, который состоялся в декабре в Сочи. В столице Олимпиады, которая пройдёт чуть больше чем через год, канадцы вновь уступили своим главным конкурентам из США. После этого Тесса и Скотт решили модифицировать их короткий танец «And the Waltz Goes On», упростив сюжетную линию.
Впервые с изменённым коротким танцем канадцы выступили на национальном чемпионате, набрав 79,04 балла. Затем они стали пятикратными чемпионами Канады, набрав в сумме 187,19 балла. Спустя месяц они впервые за долгое время обыграли в коротком танце Дэвис и Уайта, однако в произвольном им пришлось прервать танец в середине исполнения из-за спазмов в ногах у Тессы. Тем не менее, это не помешало продолжить прокат, однако они проиграли американцам и эту программу, и весь турнир по сумме баллов.
В марте канадцы приняли участие в домашнем для себя чемпионате мира, который проходил в родном городе Тессы и Скотта. Тем не менее, победить им не удалось: и в коротком, и в произвольном танцах первыми оказались американцы Дэвис и Уайт, которые завоевали второй титул. После этого они не принимали участия в командном чемпионате мира, где за Канаду выступали Кэйтлин Уивер и Эндрю Поже.

### Сезон 2013/2014: «серебро» Олимпиады в Сочи
Первое соревнование для канадцев в олимпийском сезоне снова состоялось в Финляндии, и они вновь выиграли золотые медали с преимуществом более чем в 23 балла. Затем Тесса и Скотт приняли участие в двух турнирах серии Гран-при. В Канаде они победили, однако лишь на шесть баллов опередили ближайших преследователей, своих соотечественников Кэйтлин Уивер и Эндрю Поже. Спустя две недели Тесса и Скотт выиграли французский этап, на девять баллов опередив россиян Елену Ильиных и Никиту Кацалапова. Выиграл оба этапа, где канадцы принимали участие, они с лучшим результатом попали в Финал Гран-при, где выиграть не смогли: американцы Дэвис и Уайт оказались выше на 1,35 балла (191,35), причём выиграли с мировым рекордом, которые установили несколькими минутами ранее Тесса и Скотт (190,00).
На чемпионате Канады 2014 Тесса и Скотт победили с преимуществом более чем в 11 баллов, став шестикратными чемпионами своей страны. Тогда же они заявили, что могут завершить карьеру после окончания Олимпиады в Сочи. На Играх канадцы приняли участие и в командном турнире, и в личном, а чемпионат четырёх континентов они пропустили.
На Олимпиаде Тесса и Скотт выступали во всех соревнованиях: и в командном турнире (катая обе программы), и в личном. Все четыре раза они уступили американцам Дэвис и Уайт и завоевали две серебряные медали. Первую медаль помимо Тессы и Скотта помогли завоевать Патрик Чан, Кэйтлин Осмонд, Кирстен Мур-Тауэрс, Дилан Москович, Кевин Рейнольдс, Меган Дюамель и Эрик Рэдфорд. В личном турнире канадцы проиграли оба танца Дэвис и Уайту, а французское издательство L’Equipe утверждало, что американские и российские судьи сговорились, чтобы отдать победу Мэрил Дэвис и Чарли Уайту. Примечательно, что когда Тесса и Скотт проиграли два балла американцам после короткого танца, создатель танца финнстеп, который использовался в качестве обязательных шагов в коротком танце в сезоне 2013/2014, фигурист Петри Кокко написал в своём Twitter, что не понимает, почему судьи поставили американцев выше. Помимо этого, говорилось и о конфликте интересов тренера: Марина Зуева тренировала и американцев, и канадцев, однако Дэвис и Уайту уделяла больше времени на тренировки.
После Олимпиады канадцы решили не ехать на чемпионат мира, который прошёл в марте 2014 года в Сайтаме. В сентябре 2014 года Тесса и Скотт объявили, что пропустят сезон 2014/2015.

### Сезон 2016/2017: возвращение в большой спорт
После Олимпийских игр в Сочи пара два сезона отдыхала, участвовав в запланированных шоу, и вернулась в большой спорт в 2016 году. Об этом они сообщили в феврале, а также рассказали, что приняли решение сменить тренеров, перейдя от Марины Зуевой к Мари-Франс Дюбрей и Патрису Лозону. Новый предолимпийский сезон пара начала в канадском Монреале на турнире Autumn Classic International, который они уверенно выиграли. В конце октября канадские танцоры выступали на домашнем этапе Гран-при в Миссиссоге, где в сложной борьбе заняли первое место. Они проиграли произвольный танец американцам Мэдисон Чок и Эвану Бейтсу, но по сумме выиграли меньше одного балла. В конце ноября Тесса и Скотт выступали на заключительном этапе Гран-при в японском Саппоро, где уверенно заняли первое место, и улучшили мировые рекорды в сумме и коротком танце. Это позволило им выйти в финал Гран-при, который проходил в Марселе.
Во Франции Тесса и Скотт уверенно сумели занять первое место, при этом превзошли все прежние свои достижения, а значит, и мировые рекорды. В январе 2017 года на национальном чемпионате в Оттаве фигуристам никто не смог составить конкуренцию, и Тесса со Скоттом в очередной раз финишировали первыми, став семикратными чемпионами Канады. В середине февраля канадцы выступали в южнокорейском городе Канныне на чемпионате четырёх континентов, где они улучшили своё прежнее достижение в произвольном танце и в третий раз завоевали титул. В конце марта канадские фигуристы приняли участие на мировом чемпионате в Хельсинки, где им удалось в упорной борьбе выиграть золотые медали. При этом они установили мировой рекорд в коротком танце и по сумме баллов.

### Сезон 2017/2018: два олимпийских «золота» в Пхёнчхане
Новый олимпийский сезон Тесса и Скотт начали в Канаде на турнире Autumn Classic International. Они уверенно победили, финишировав с преимуществом в 21 балл и завоевав золотые медали. Через месяц пара выступала в серии Гран-при на домашнем этапе, где также финишировали с золотыми медалями. Им также удалось улучшить свои прежние рекордные достижения в коротком танце и сумме. Через месяц Тесса и Скотт приняли участие в японском этапе серии Гран-при, где финишировали победителями. Таким образом, они снова выиграли два этапа из двух возможных и получили право участия в Финале Гран-при, который проходил в Нагое. Там Тесса и Скотт заняли второе место, уступив французской паре Габриэле Пападакис и Гийому Сизерону как в коротком, так и в произвольном танцах.
На национальном чемпионате Тесса и Скотт завоевали свой восьмой титул. 14 января фигуристы официально получили «путёвку» на Олимпиаду-2018. Чемпионат четырёх континентов канадцы пропустили и готовились только к Олимпийским играм. В Южной Корее Тесса и Скотт приняли участие и в личном, и в командном турнирах, так же как и 4 года назад в Сочи. При этом, как отметили сами фигуристы, на этот раз они гораздо ответственнее подходили к командным соревнованиям, чего не получилось сделать в прошлый раз. Выступали Тесса и Скотт также без замен, и на этот раз выиграли обе своих программы, принеся Канаде 20 очков из 20 возможных. Их напарники по команде Патрик Чан, Кэйтлин Осмонд, Габриэль Дэйлман, Меган Дюамель и Эрик Рэдфорд ни разу не опустились ниже третьего места и с крупным преимуществом завоевали золотые медали. Таким образом, Тесса и Скотт стали двукратными олимпийскими чемпионами. Спустя чуть больше одной недели начались соревнования в танцах на льду, где их главными конкурентами были французы Пападакис и Сизерон, которые уже успели обыграть канадцев в Финале Гран-при, а также имели в своём активе мировой рекорд в произвольном танце. Однако у французов произошёл неприятный случай с расстёгнутым платьем партнёрши, что повлияло на качество катания соперников Тессы и Скотта, и канадцы завладели преимуществом в 1,74 балла после короткого танца. Французы подтвердили своё превосходство в произвольном танце, снова обновив мировой рекорд, однако Тесса и Скотт набрали необходимую сумму, и хотя и уступили по произвольному танцу, но выиграли в сумме, став трёхкратными олимпийскими чемпионами. Они стали рекордсменами по общему количеству олимпийских медалей в истории фигурного катания: 3 золотых и 2 серебряных.
Спустя полтора года после выступления на Олимпийских играх Вертью и Моир объявили в социальных сетях о завершении спортивной карьеры:
Сейчас — после 22 лет, проведенных на льду, — самое время завершить карьеру. Для нас обоих этот момент очень эмоциональный. Мы благодарим всех наших болельщиков. Как же нам повезло провести все это время друг с другом и вместе с вами
Оригинальный текст (англ.)After 22 years, it feels like the right time to step away from the sport. This is so personal and emotional for both of us. We’re just so grateful. How lucky are we really that we got to share all of this together and with all of you?Тесса Вертью

## Стиль катания
Тесса в паре со своим партнёром всегда показывали гармоничный стиль катания, что было отмечено многими специалистами и другими фигуристами. Ещё до триумфа на Олимпиаде-2010 Александр Жулин и Игорь Шпильбанд отмечали способности передавать музыку и уникальное взаимодействие друг с другом. Анжелика Крылова отмечала, что канадская пара недосягаема по чувству музыки и друг друга, и именно это взаимодействие партнёров является самым главным их преимуществом перед главными соперниками Мерил Дэвис и Чарли Уайтом, выступавшим до 2014 года. Тем не менее обе пары тренировались в одной группе Марины Зуевой, что изначально воспринималось как спарринг-партнёрство, но закончилось разочарованием после турнира фигуристов на Олимпиаде в Сочи.
Наталья Бестемьянова также отмечает умение канадской пары становиться лучше от старта к старту. Помимо этого, пара обладает очень сильной техникой катания. После двухлетнего перерыва в карьере, когда Тесса и Скотт сменили тренера, уйдя к Мари-Франс Дюбрей и Патрису Лозону, последний отмечал, что не верил в их возвращение, хотя и обещал взяться тренировать пару. При этом, когда Тесса и Скотт вернулись, Патрис оказался в трудной ситуации, и ему казалось, что его подопечные знают и понимают танцы на льду лучше, чем любой тренер в мире, и это вызывало у Лозона сильный стресс. Перед Олимпиадой в Пхёнчхане, Скотт Моир отмечал, что канадской паре приходится много трудиться над стилем катания, и продолжать кататься так, как четырьмя годами ранее, уже недостаточно. Им приходилось изменять технические моменты, в частности, «выражение страсти». Другой тренер канадцев, Ромен Агеноэр, отмечал, что Тесса и Скотт ещё не достигли всего, чего хотели, и именно поэтому вернулись, хотя они уже были олимпийскими чемпионами и завоевали большое количество других титулов. Он отметил, что танцевальная пара хочет стать более артистичной, а также более интенсивно тренироваться для новых побед.

## Программы
| Сезон     | Короткий танец | Произвольный танец | Показательные |
| --------- | --- | --- | --- |
| 2017/2018 | - Samba: Sympathy for the Devil The Rolling Stones - Rhumba: Hotel California Eagles - Cha Cha: Oye Como Va Santana                                                              | - The Show Must Go On - El Tango De Roxanne - Come What May Дэвид Баэруолд, Кевин Гилберт в исполнении Юэн Макгрегор, Николь Кидман хореограф-постановщик Мари-Франс Дюбрей, Дэвид Уилсон и Самюэль Шуинар | - I Dreamed a Dream (из мюзикла «Отверженные») хореограф-постановщик Тесса Вертью и Скотт Моир - You Raise Me Up - «Мулен Руж!» - You Rock My World Майкл Джексон хореограф-постановщик Самюэль Шуинар - Long Time Running The Tragically Hip хореограф-постановщик Тесса Вертью и Скотт Моир |
| 2016/2017 | - Hip Hop: Kiss Принс - Blues: 5 Women Принс - Blues/Rock: Purple Rain Принс | - Pilgrims on a Long Journey Cœur de pirate - Shadows/You Upset My Life композитор Карл Гуго - Latch (acoustic) Disclosure в исполнении Sam Smith хореограф-постановщик Мари-Франс Дюбрей, Дэвид Уилсон | - Sorry Джастин Бибер |
| 2013/2014 | - Dream a Little Dream of Me Элла Фицджеральд и Луи Армстронг - Muskrat Ramble Луи Армстронг - Cheek to Cheek Элла Фицджеральд, Луи Армстронг хореограф-постановщик Марина Зуева | - Времена года Autumn - Adagio Александр Глазунов - Piano Concerto No.1 in B Flat minor, op.23-1 Пётр Чайковский - Waltz in Concerto No. 2 Александр Глазунов - Времена года Summer - Coda Александр Глазунов - Piano Concerto in F Александр Скрябин хореограф-постановщик Марина Зуева, Сергей Володин, Дженнифер Свэн | - Into the Mystic Ван Моррисон хореограф-постановщик Тесса Вертью и Скотт Моир - Top Hat and Tails Луи Армстронг, Элла Фицджеральд хореограф-постановщик Мари-Франс Дюбрей, Патрик Лозон - Stay Рианна - Try Pink                                                                             |
| 2012/2013 | - And The Waltz Goes On Anthony Hopkins | - «Кармен-сюита» Родин Щедрин хореограф-постановщик Марина Зуева, Дженнифер Свэн | - «Кармен» Жорж Бизе - Stay Рианна - Hallelujah Jeff Buckley |
| 2011/2012 | - HipHip ChinChin Club des Belugas - Temptation Дайана Кролл - Mujer Latina Талия                                                                                                | - «Забавная мордашка» Джордж Гершвин - Basal Metabolism Adolph Deutsch - 'S Wonderful Джордж Гершвин | - Hallelujah Jeff Buckley - Ain't No Mountain High Enough Marvin Gaye, Tammi Terrell - I Want to Hold Your Hand The Beatles cover T.V. Carpio |
| 2010/2011 | - Schenkst Du Beim Tango Mir Dein Herz by Dajos Bela & Sein Tanzorchester - «Ночи и дни» Вальдемар Казанецки                                                                     | - Hip Hip Chin Chin by Club des Belugas - Temptation Дайана Кролл - Mujer Latina Талия | - I Want to Hold Your Hand The Beatles cover T.V. Carpio - Samba |
| Сезон     | Оригинальный танец | Произвольный танец | Показательные |
| 2009/2010 | - Farrucas Пепе Ромеро | - Симфония № 5 Густав Малер аранжировщик Райнер Стотцер | - Everybody Dance Now C+C Music Factory - Jack and Diane Джон Мелленкамп |
| 2008/2009 | - Won’t You Charleston with Me? из фильма «Приятель» | - The Great Gig in the Sky Money Pink Floyd | - Jack and Diane Джон Мелленкамп |
| 2007/2008 | - Очи чёрные русская народная песня | «Шербурские зонтики» Мишель Легран | - I Could Have Danced All Night Джейми Каллум - Dare You to Move Switchfoot |
| 2006/2007 | - Assassination Tango Building the Bullet Луис Бакалов | - Valse Triste Ян Сибелиус | - Black Magic Woman Сантана - Tennessee Waltz трио Холли Коул |
| 2005/2006 | - Beautiful Maria «Короли мамбо» - Do You Only Wanna Dance Julio Daviel Big Band                                                                                                 | - Malaguena Рауль ди Бласио | - No Me Ames Дженнифер Лопес и Марк Энтони - Everybody Dance Now C+C Music Factory |
| 2004/2005 | - Call Me Irresponsible Бобби Дарин - Puttin On The Ritz | - Adios Nonino Астор Пьяццолла | - Everybody Dance Now C+C Music Factory |
| 2003/2004 | Tears On My Pillow Little Anthony Tutti Frutti Little Richard | - Russian Medley Иоганн Христиан Бах | - Tears On My Pillow Little Anthony Tutti Frutti Little Richard |
| 2002/2003 | - Les Poissons Concerto Sopra Motivi dell’Opera Иоганн Христиан Бах | - Magaienha Сержио Мендес - Eres Todo En Mi Ана Габриэль Tres Deseos Глория Эстефан | |

## Спортивные достижения

### Места на соревнованиях
(со Скоттом Моиром)
| Соревнования                         | 02/03 | 03/04 | 04/05 | 05/06 | 06/07 | 07/08 | 08/09 | 09/10 | 10/11 | 11/12 | 12/13 | 13/14 | 16/17 | 17/18 |
| ------------------------------------ | ----- | ----- | ----- | ----- | ----- | ----- | ----- | ----- | ----- | ----- | ----- | ----- | ----- | ----- |
| Олимпийские игры                     |       |       |       |       |       |       |       | 1     |       |       |       | 2     |       | 1     |
| Олимпийские игры — командный турнир  |       |       |       |       |       |       |       |       |       |       |       | 2     |       | 1     |
| Чемпионаты мира                      |       |       |       |       | 6     | 2     | 3     | 1     | 2     | 1     | 2     |       | 1     |       |
| Чемпионаты четырёх континентов       |       |       |       | 3     | 3     | 1     | 2     |       | WD    | 1     | 2     |       | 1     |       |
| Чемпионаты мира среди юниоров        |       | 11    | 2     | 1     |       |       |       |       |       |       |       |       |       |       |
| Чемпионаты Канады                    | 7J    | 1J    | 4     | 3     | 2     | 1     | 1     | 1     |       | 1     | 1     | 1     | 1     | 1     |
| Финалы Гран-при                      |       |       |       |       |       | 4     |       | 2     |       | 2     | 2     | 2     | 1     | 2     |
| Этапы Гран-при: Rostelecom Cup       |       |       |       |       |       |       |       |       |       |       | 1     |       |       |       |
| Этапы Гран-при: Skate Canada         |       |       |       |       | 2     | 1     |       | 1     |       | 1     | 1     | 1     | 1     | 1     |
| Этапы Гран-При: Trophée Eric Bompard |       |       |       |       | 4     |       |       | 1     |       | 1     |       | 1     |       |       |
| Этапы Гран-при: NHK Trophy           |       |       |       |       |       | 2     |       |       |       |       |       |       | 1     | 1     |
| Finlandia Trophy                     |       |       |       |       |       |       |       |       |       | 1     |       | 1     |       |       |
| Командные чемпионаты мира            |       |       |       |       |       |       | 2/2*  |       |       | 2/3*  |       |       |       |       |
| Турнир в Монреале                    |       |       |       |       |       |       |       |       |       |       |       |       | 1     | 1     |

WD = снялись с соревнований; J. — юниоры
- * — место в личном зачете/командное место

### Подробные результаты
Малые медали за короткую и произвольную программы вручаются только на чемпионатах под эгидой ИСУ.
| Сезон 2006/2007            | Сезон 2006/2007                    | Сезон 2006/2007 | Сезон 2006/2007 | Сезон 2006/2007 | Сезон 2006/2007 |
| Дата                       | Соревнование                       | CD              | OD              | FD              | Σ               |
| -------------------------- | ---------------------------------- | --------------- | --------------- | --------------- | --------------- |
| 2-5 ноября 2006            | Skate Canada 2006                  | 3 29,51         | 2 54,12         | 3 88,29         | 2 171,92        |
| 17-19 ноября 2006          | Trophée Éric Bompard 2006          | 5 31,29         | 8 45,08         | 4 83,75         | 4 160,12        |
| 15-21 января 2007          | Чемпионат Канады 2007              | 2 34,98         | 2 59,71         | 2 94,80         | 2 189,49        |
| 7-10 февраля 2007          | Чемпионат четырёх континентов 2007 | 4 33,41         | 3 57,49         | 3 93,99         | 3 184,89        |
| 20-25 марта 2007           | Чемпионат мира 2007                | 9 31,45         | 6 57,11         | 6 95,38         | 6 183,94        |
| Сезон 2007/2008            |                                    |                 |                 |                 |                 |
| Дата                       | Соревнование                       | CD              | OD              | FD              | Σ               |
| 1-4 октября 2007           | Skate Canada 2007                  | 1 36,25         | 1 61,20         | 1 99,62         | 1 197,07        |
| 28 ноября — 2 декабря 2007 | NHK Trophy 2007                    | 2 34,67         | 1 62,04         | 1 100,18        | 2 196,89        |
| 13-16 декабря 2007         | Финал Гран-при 2007/2008           | —               | 4 61,14         | 4 98,26         | 4 163,40        |
| 16-20 января 2008          | Чемпионат Канады 2008              | 1 40,04         | 1 65,29         | 1 103,76        | 1 209,09        |
| 11-17 февраля 2008         | Чемпионат четырёх континентов 2008 | 1 38,22         | 1 65,02         | 1 104,08        | 1 207,32        |
| 16-23 марта 2008           | Чемпионат мира 2008                | 2 38,71         | 3 64,81         | 1 105,28        | 2 208,80        |
| Сезон 2008/2009            |                                    |                 |                 |                 |                 |
| Дата                       | Соревнование                       | CD              | OD              | FD              | Σ               |
| 14-18 января 2009          | Чемпионат Канады 2009              | 1 39,33         | 1 63,76         | 1 94,68         | 1 197,77        |
| 2-8 февраля 2009           | Чемпионат четырёх континентов 2009 | 1 36,40         | 1 60,90         | 2 94,51         | 2 191,81        |
| 24-28 марта 2009           | Чемпионат мира 2009                | 3 39,37         | 6 61,05         | 4 99,98         | 3 200,40        |
| 16-19 апреля 2009          | Командный чемпионат мира 2009      | —               | 2 60,98         | 2 95,73         | 2T/2P 156,71    |
| Сезон 2009/2010            |                                    |                 |                 |                 |                 |
| Дата                       | Соревнование                       | CD              | OD              | FD              | Σ               |
| 15-18 октября 2009         | Trophée Éric Bompard 2009          | 1 38,41         | 1 61,91         | 1 97,39         | 1 197,71        |
| 19-22 ноября 2009          | Skate Canada 2009                  | 1 40,69         | 1 60,57         | 1 103,12        | 1 204,38        |
| 3-6 декабря 2009           | Финал Гран-при 2009/2010           | —               | 2 64,01         | 1 104,21        | 2 168,22        |
| 11-17 января 2010          | Чемпионат Канады 2010              | 1 43,98         | 1 70,15         | 1 107,82        | 1 221,95        |
| 19-22 февраля 2010         | XXI Зимние Олимпийские игры 2010   | 2 42,74         | 1 68,41         | 1 110,42        | 1 221,57        |
| 22-28 марта 2010           | Чемпионат мира 2010                | 1 44,13         | 1 70,27         | 2 110,03        | 1 224,43        |

| Сезон 2010/2011              | Сезон 2010/2011                              | Сезон 2010/2011 | Сезон 2010/2011 | Сезон 2010/2011 |
| Дата                         | Соревнование                                 | SD              | FD              | Σ               |
| ---------------------------- | -------------------------------------------- | --------------- | --------------- | --------------- |
| 15-20 февраля 2011           | Чемпионат четырёх континентов 2011           | 1 69,40         | WD              | WD              |
| 24 апреля — 1 мая 2011       | Чемпионат мира 2011                          | 1 74,29         | 2 107,50        | 2 181,79        |
| Сезон 2011/2012              |                                              |                 |                 |                 |
| Дата                         | Соревнование                                 | SD              | FD              | Σ               |
| 6-9 октября 2011             | Finlandia Trophy 2011                        | 1 68,74         | 1 101,59        | 1 170,33        |
| 27-30 октября 2011           | Skate Canada 2011                            | 1 71,61         | 1 106,73        | 1 178,34        |
| 17-20 ноября 2011            | Trophée Éric Bompard 2011                    | 1 71,18         | 1 105,75        | 1 176,93        |
| 8-11 декабря 2011            | Финал Гран-при 2011/2012                     | 2 71,01         | 1 112,43        | 2 183,44        |
| 16-22 января 2012            | Чемпионат Канады 2012                        | 1 68,41         | 1 111,61        | 1 180,02        |
| 7-12 февраля 2012            | Чемпионат четырёх континентов 2012           | 2 71,60         | 1 111,24        | 1 182,84        |
| 26 марта — 1 апреля 2012     | Чемпионат мира 2012                          | 1 72,31         | 1 110,34        | 1 182,65        |
| 18-22 апреля 2012            | Командный чемпионат мира 2012                | 2 69,93         | 2 107,83        | 3T/2P 177,76    |
| Сезон 2012/2013              |                                              |                 |                 |                 |
| Дата                         | Соревнование                                 | SD              | FD              | Σ               |
| 26-28 октября 2012           | Skate Canada 2012                            | 1 65,09         | 1 104,32        | 1 169,41        |
| 8-11 ноября 2012             | Rostelecom Cup 2012                          | 1 70,65         | 1 103,34        | 1 173,99        |
| 6-9 декабря 2012             | Финал Гран-при 2012/2013                     | 2 71,27         | 2 108,56        | 2 179,83        |
| 13-20 января 2013            | Чемпионат Канады 2013                        | 1 79,04         | 1 108,19        | 1 187,23        |
| 6-11 февраля 2013            | Чемпионат четырёх континентов 2013           | 1 75,12         | 2 109,20        | 2 184,32        |
| 10-17 марта 2013             | Чемпионат мира 2013                          | 2 73,87         | 2 111,17        | 2 185,04        |
| Сезон 2013/2014              |                                              |                 |                 |                 |
| Дата                         | Соревнование                                 | SD              | FD              | Σ               |
| 4-6 октября 2013             | Finlandia Trophy 2013                        | 1 67,23         | 1 100,64        | 1 167,87        |
| 25-27 октября 2013           | Skate Canada 2013                            | 1 73,15         | 1 107,88        | 1 181,03        |
| 15-17 ноября 2013            | Trophée Éric Bompard 2013                    | 1 75,31         | 1 105,65        | 1 180,96        |
| 5-8 декабря 2013             | Финал Гран-при 2013/2014                     | 2 77,59         | 2 112,41        | 2 190,00        |
| 9-15 января 2014             | Чемпионат Канады 2014                        | 1 76,16         | 1 117,87        | 1 194,03        |
| 6-9 февраля 2014             | XXII Зимние Олимпийские игры 2014 (команда)  | 2 72,98         | 2 107,56        | 2               |
| 16-17 февраля 2014           | XXII Зимние Олимпийские игры 2014            | 2 76,33         | 2 114,66        | 2 190,99        |
| Сезон 2016/2017              |                                              |                 |                 |                 |
| Дата                         | Соревнование                                 | SD              | FD              | Σ               |
| 29 сентября — 1 октября 2016 | Autumn Classic 2016                          | 1 77,72         | 1 111,48        | 1 189,20        |
| 28-30 октября 2016           | Skate Canada 2016                            | 1 77,23         | 2 111,83        | 1 189,06        |
| 25-27 ноября 2016            | NHK Trophy 2016                              | 1 79,47         | 1 116,37        | 1 195,84        |
| 8-11 декабря 2016            | Финал Гран-при 2016/2017                     | 1 80,50         | 1 116,72        | 1 197,22        |
| 16-22 января 2017            | Чемпионат Канады 2017                        | 1 84,36         | 1 119,09        | 1 203,45        |
| 15-19 февраля 2017           | Чемпионат четырёх континентов 2017           | 1 79,75         | 1 117,20        | 1 196,95        |
| 29 марта — 2 апреля 2017     | Чемпионат мира 2017                          | 1 82,43         | 2 116,19        | 1 198,62        |
| Сезон 2017/2018              |                                              |                 |                 |                 |
| Дата                         | Соревнование                                 | SD              | FD              | Σ               |
| 20-23 сентября 2017          | Autumn Classic 2017                          | 1 79,96         | 1 115,80        | 1 195,76        |
| 27-29 октября 2017           | Skate Canada 2017                            | 1 82,68         | 1 117,18        | 1 199,86        |
| 10-12 ноября 2017            | NHK Trophy 2017                              | 1 80,92         | 1 117,72        | 1 198,64        |
| 7-10 декабря 2017            | Финал Гран-при 2017/2018                     | 2 81,53         | 2 118,33        | 2 199,86        |
| 8-14 января 2018             | Чемпионат Канады 2018                        | 1 85,12         | 1 124,70        | 1 209,82        |
| 9-12 февраля 2018            | XXIII Зимние Олимпийские игры 2018 (команда) | 1 80,51         | 1 118,10        | 1               |
| 19-20 февраля 2018           | XXIII Зимние Олимпийские игры 2018           | 1 83,67         | 2 122,40        | 1 206,07        |

Q = квалификация; SD = короткий танец; CD = обязательный танец; OD = оригинальный танец; FD = произвольный танец; Σ = итоговый результат.